# Fred Holland Day

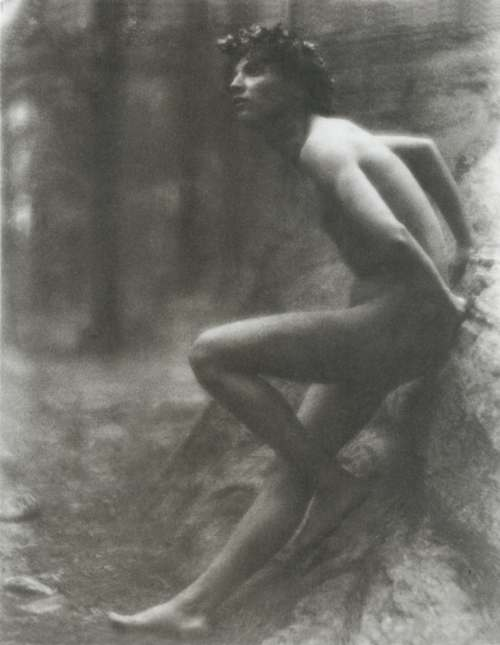
Youth Sitting on a Stone
par Fred Holland Day (1907).

Fred Holland Day, né à Boston (Massachusetts) le 8 juillet 1864 et mort le 12 novembre 1933, est un photographe et éditeur américain.

## Parcours
Au tournant du siècle, son influence et sa réputation en tant que photographe rivalisaient avec celles d'Alfred Stieglitz, qui plus tard éclipsèrent les siennes. Le point culminant de la carrière de Day fut probablement l'organisation et l'exposition de photographies à la Royal Photographic Society en 1900, qui présentait 375 photographies de 42 photographes, dont 103 de Day, et qui provoqua à la fois les louanges et les avis au vitriol de la critique.
Day appartenait au mouvement pictorialiste, qui considérait la photographie comme un des beaux-arts. Ses photographies font référence à l'antiquité classique par la manière, la composition et souvent par le thème. Il réalisait souvent une seule épreuve à partir d'un négatif. Il n'employait que le procédé du platinotype, se montrant peu satisfait des autres, et perdit tout intérêt pour la photographie quand le platine devint impossible à obtenir après la Révolution russe de 1917.
La vie et l'œuvre de Day ont toujours suscité la controverse. Ses sujets photographiques étaient souvent de jeunes hommes nus. Pam Roberts, dans F. Holland Day (Waanders Pub, 2001 ; catalogue d'une exposition Day au Musée Van Gogh), écrit : « Day ne s'est jamais marié et, bien qu'il soit largement admis qu'il ait été homosexuel, à cause de ses intérêts, de ses sujets photographiques, et de son comportement flamboyant, son orientation sexuelle était, comme beaucoup d'autres choses le concernant, un sujet très privé. »
Day passait beaucoup de temps parmi les enfants pauvres d'immigrés à Boston, les encadrant pour lire et les assistant. L'un d'entre eux, un immigrant libanais de 13 ans, Khalil Gibran, devint célèbre grâce à son livre Le Prophète.

## Copeland & Day
Day cofonda et finança personnellement la maison d'édition Copeland & Day, où furent publiés une centaine de titres entre 1893 à 1899 sous l'influence du mouvement Arts & Crafts et la Kelmscott Press de William Morris. Copeland & Day fut le premier éditeur américain de la pièce Salomé d'Oscar Wilde, illustrée par Aubrey Beardsley ; du Yellow Book, également illustré par Beardsley ; et du Black Rider and Other Lines de Stephen Crane. C'est lui qui embaucha la graphiste Ethel Reed.

## Dernières années et héritage
De 1896 à 1898, Day se lança dans les thème religieux, se prenant lui-même comme modèle pour incarner Jésus. Ses voisins de Norwood l'aidèrent à reconstituer en extérieurs la Crucifixion en photographie. Cette expérience donna la série d'autoportraits intitulée Les Sept Mots, dépeignant les sept derniers mots du Christ.
Day tomba dans l'oubli pour plusieurs raisons. Il fut éclipsé par son rival, Stieglitz. Le style photographique pictorialiste passa de mode. La plupart de ses épreuves et de ses négatifs disparurent dans un incendie en 1904. Et Day lui-même se désintéressa de la photographie et se retira de la scène photographique.
La maison de Day au 93 Day Street, Norwood (Massachusetts), est devenu un musée et le siège de la Norwood Historical Society.
L'écrivain et photographe Hervé Guibert cite Fred Holland Day, et particulièrement ses mises en scène homo-érotiques et macabres de la crucifixion, parmi les auto-portraitistes ayant influencé son esthétique, dans son ouvrage L'image fantôme,.